# Publizitätsprinzip
Das Publizitätsprinzip ist im Sachenrecht ein gesetzlich nicht kodifizierter Grundsatz, wonach die dingliche Rechtslage jederzeit und nach außen für jedermann erkennbar sein muss.
Von den fünf das Sachenrecht beherrschenden Prinzipien (PASTA nach den Anfangsbuchstaben; daneben noch Absolutheitsprinzip, Spezialität, Typenzwang und Abstraktionsprinzip) ist das Publizitätsprinzip das übergreifende, denn es bestimmt sowohl die Arten der Rechte als auch die Verfügungen. Es soll anhand äußerlich erkennbarer Umstände Klarheit darüber verschaffen, wem eine bestimmte Sache gehört. Publizitätsträger sind bei beweglichen Sachen der Besitz, bei Grundstücken (und sonstigen Grundstücksrechten) das Grundbuch.
Das Erfordernis der Offenlegung gerät nicht selten in Konflikt mit anderen Bedürfnissen des Rechtsverkehrs, so eine flexible oder schnelle Abwicklung von Rechtsverhältnissen oder eine Beschränkung von Informationen im Parteienverkehr, der Diskretion erwartet. Aus diesem Grunde wird das Prinzip bisweilen gesetzlich durchbrochen, wie durch Treuhand oder Surrogation.

## Gesetzliche Regelung
Das Publizitätsprinzip kommt in verschiedenen sachenrechtlichen Bestimmungen zum Ausdruck. Dabei ist zwischen beweglichen Sachen und Grundstücken zu unterscheiden.

### Bewegliche Sachen
Zu Gunsten des unmittelbaren Besitzers einer beweglichen Sache wird angenommen, dass er auch ihr Eigentümer sei (§ 1006 Abs. 1 BGB). Der unmittelbare Besitz genügt mithin für die (widerlegbare) Vermutung, dass der unmittelbare Besitzer auch der Eigentümer einer bestimmten Sache ist. Will mithin der unmittelbare Besitzer (und gleichzeitige Eigentümer) diese Sache veräußern, wird der gutgläubige Erwerber durch ihre Übergabe auch neuer Eigentümer. Der gutgläubige Erwerb beruht damit auf dem Publizitätsprinzip. Werden jedoch Besitz und Eigentum voneinander getrennt, ist eine Offenkundigkeit der Rechtszuordnung nicht mehr vorhanden. Wenn nämlich der Eigentümer eine Sache vermietet, verleiht oder zur Verwahrung übergibt, ist für den Rechtsverkehr nicht mehr erkennbar, dass der unmittelbar besitzende Mieter, Entleiher oder Verwahrer nicht Eigentümer ist. Auch der Vorbehaltskäufer einer unter Eigentumsvorbehalt gelieferten Ware oder der Sicherungsgeber bei einer als Kreditsicherheit dienenden Sache ist nicht (mehr) Eigentümer, aber Besitzer. Damit verdeutlicht der unmittelbare Besitz die Erkennbarkeit der dinglichen Rechtslage nicht immer. In allen diesen Fällen der Trennung von Eigentum und Besitz kann ein gutgläubiger Erwerber trotzdem rechtmäßiger Eigentümer werden. Allerdings kann jemand Eigentum nach § 935 Abs. 1 BGB bei Übergabesurrogaten nicht erwerben, wenn die Sache gestohlen, verloren gegangen oder abhanden gekommen ist. Deutlich erkennbar wird das Publizitätsprinzip beim Pfandrecht nach § 1205 BGB. Der Pfandgläubiger wird nämlich lediglich Besitzer, ist aber aufgrund seines Besitzes bei Pfandreife berechtigt, das Pfand rechtmäßig zu veräußern und dem Erwerber Eigentum hieran zu verschaffen.

### Grundstücke
Bei unbeweglichen Sachen (Grundstücke und grundstücksgleiche Rechte) wird das Publizitätsprinzip durch die Eintragung ins Grundbuch (§ 873 BGB) gewährleistet. Die Eigentumsvermutung im Rahmen des Publizitätsprinzips ergibt sich aus § 891 Abs. 1 BGB, wonach gesetzlich vermutet wird, dass das eingetragene Eigentum dem Eigentümer auch zusteht. Grundstückseigentümer ist demnach, wer im Grundbuch in Abt. I als Eigentümer vermerkt ist, ohne dass ein Widerspruch hiergegen eingetragen ist. Im Grundbuchrecht wird dabei zwischen dem materiellen und dem formellen Publizitätsprinzip unterschieden. Das materielle Publizitätsprinzip betrifft den öffentlichen Glauben des Grundbuchs, das formelle Publizitätsprinzip wird durch das Recht der Grundbucheinsicht verwirklicht.